# Estrelleta (grup de bolets)
Les estrelletes són bolets del grup dels pets de llop, que en la maduresa s'esberlen en forma estrellada, com una flor, que permet veure un sac intern, anomenat cap, que conté les espores. Les espores s'alliberen per un o diversos ostíols.
Les estrelletes són fongs terrícoles, que creixen sobre el sòl o virosta, són més corrents en sòls calcaris.  
Són descomponedors de matèria orgànica o micorrízics.

## Morfologia
En estadis juvenils el bolet és totalment o parcialment enterrat, el seu aspecte és d'una petita ceba.
La paret externa, l’exoperidi, és constituït de tres capes. La més externa, la miceliana, és filamentosa. La mitgera, anomenada fibrosa, és consistent. La més interior, la carnosa, és la més engruixida però tendra.
En arribar a la maduresa, l’exoperidi s'escindeix en diferents braços, que s'obren en forma d’estrella. En aquest moment, la capa miceliana resta mirant el substrat, mentre la carnosa mira enlaire.
Un bon nombre d’estrelletes tenen l’exoperidi higromètric, de manera que en assecar els braços es cargolen sobre si mateixos, mentre que en ambient humit, s'estenen. Alguns exoperidis (sacciformes) tenen una depressió o cavitat en la part central,  en aquests bolets el cap queda parcialment enfonsat dins l’exoperidi.

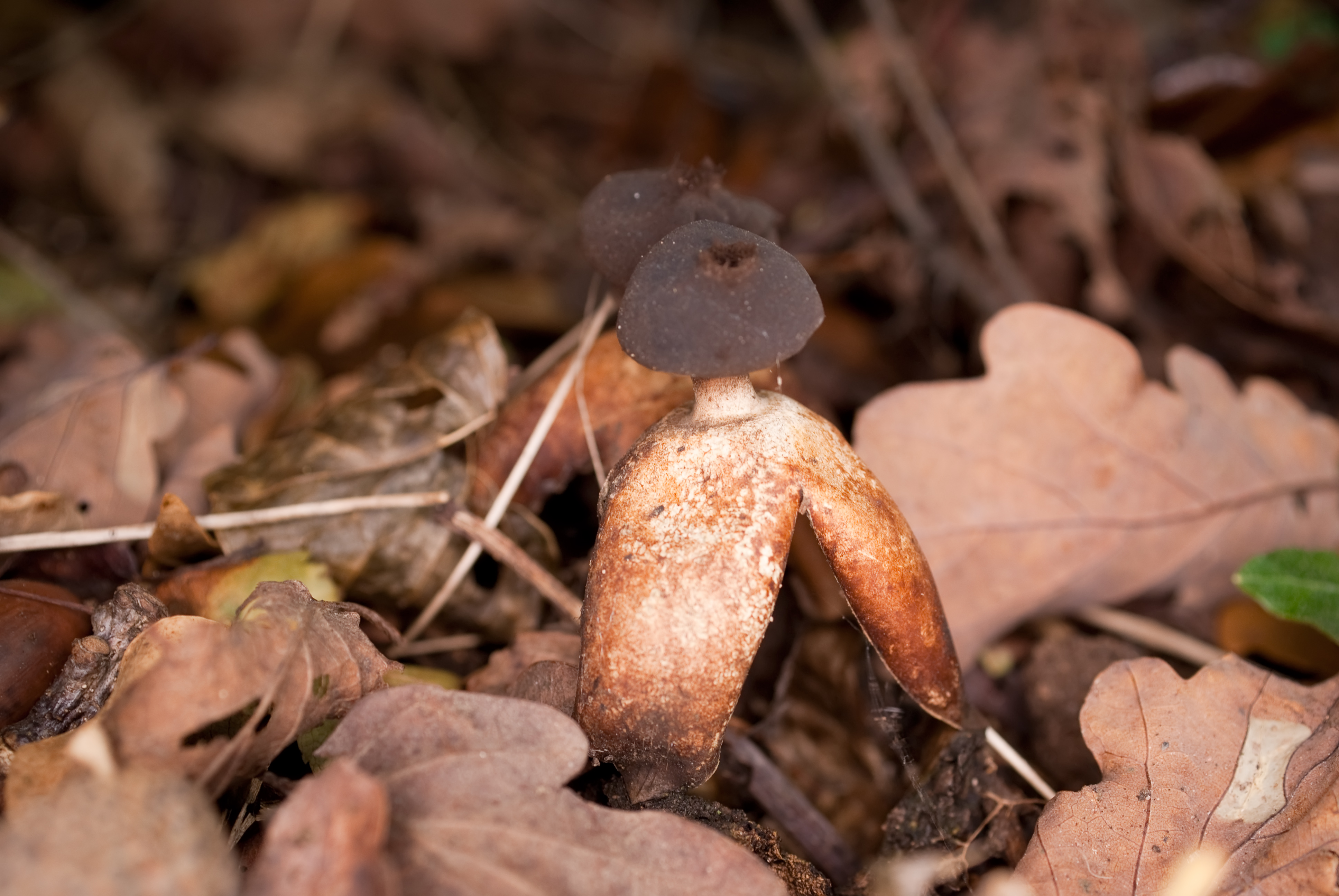
Estrelleta d’arcada (Geastrum fornicatum), d'exoperidi fornicat que actua com a xanques.

S'anomena fornicat aquell bolet que en madurar la tensió de la capa fibrosa dels braços exfolia i esquinça l’exoperidi i el separa del substrat. Aquests bolets resten elevats del terreny, suportats sobre l’extrem dels braços, com si fossin xanques, mentre mantenen la capa miceliana adherida al substrat.
En el centre de l’estrelleta hi ha el cap, la paret del qual és l’endoperidi. Acostuma a ser membranós, com de paper. El cap pot disposar d’una o més cames que l’aixequen i separen de l’exoperidi. Sovint la cama és curta, pel que només és visible quan el bolet s'asseca i la capa carnosa perd gruix.

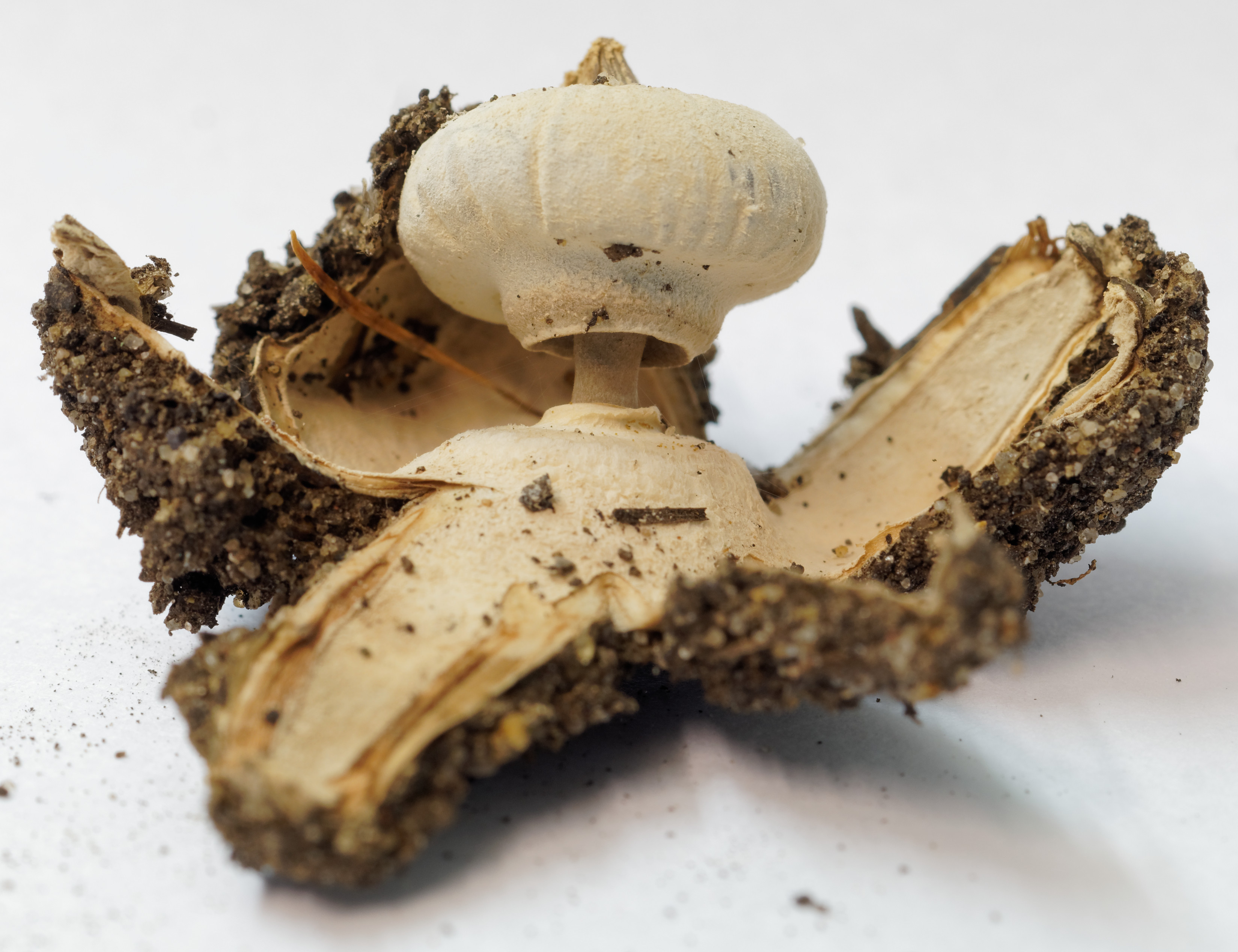
Visió lateral de l'estrelleta de collar (Geastrum striatum), mostrant l'apòfisi

La zona de contacte entre la cama i l’endoperidi del cap es pot eixamplar i formar una mena de collar o apòfisi. Acostuma a ser llis però algun cop és marcat amb estries.
El cap allibera les espores mitjançant una perforació específica, el peristoma, o be una obertura irregular. El peristoma sol ser cònic, i aleshores de superfície estriada, solcada o plicada, o be llis o reduït a filaments, fimbriat.

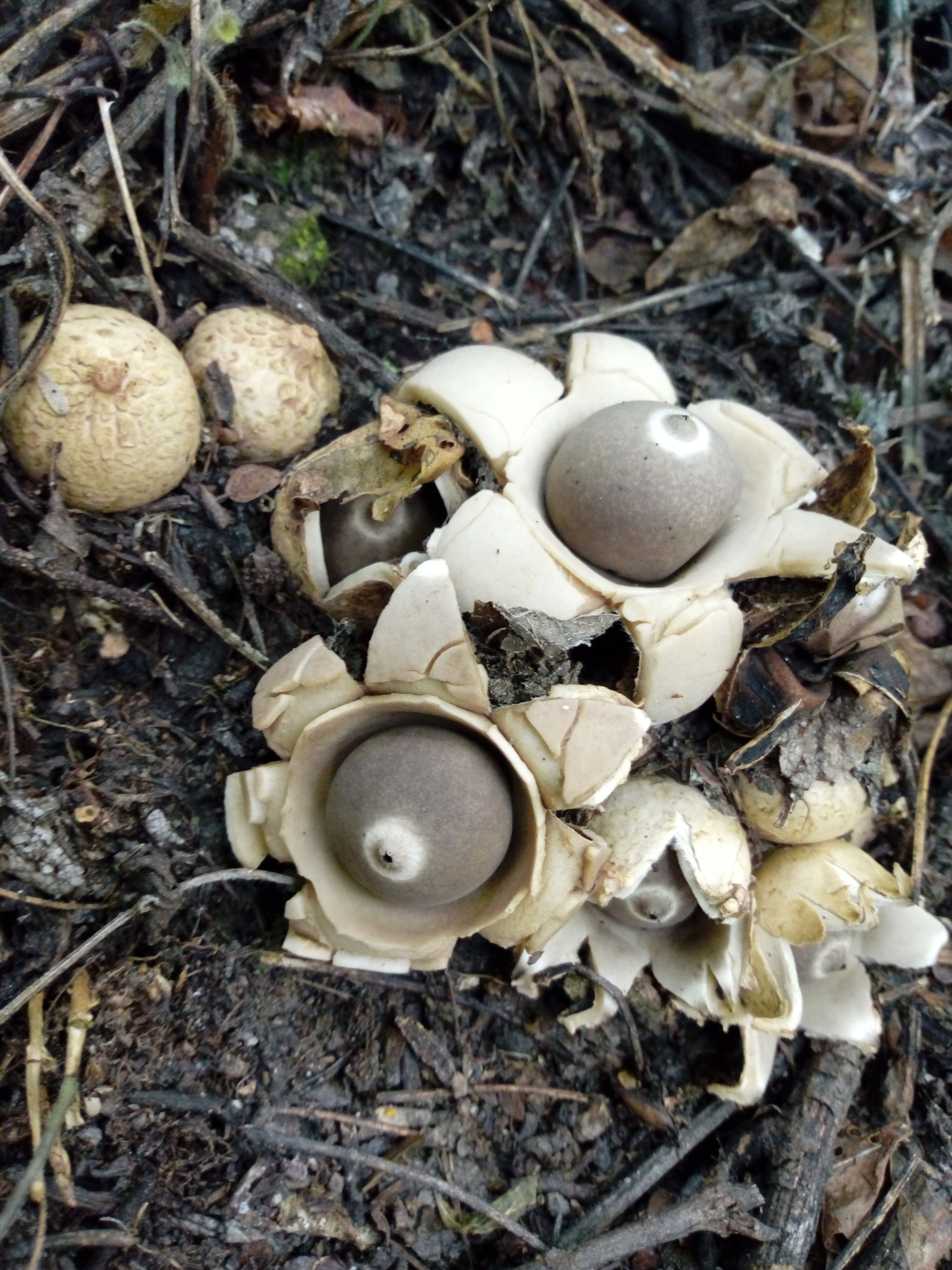
Estrelleta de collar (Geastrum triplex), s'observa el peristoma ben delimitat

L’endoperidi és granulós o, el més corrent, és cobert de cristalls fins que desapareixen amb el temps. La superfície al voltant del peristoma acostuma a ser diferent, dibuixant una arèola, la frontera de la qual pot ser ben o mal delimitada

## Espècies d'estrelletes
Es diferencien dos grans grups d'estrelletes 

### Estrelletes de peristoma plegat o solcat
- Geastrum berkeleyi, estrelleta de Berkeley
- Geastrum campestre, estrelleta camperola
- Geastrum kotlabae, estrelleta de Kotlaba
- Geastrum pectinatum, estrelleta pentinada
- Geastrum striatum, estrelleta de collar

### Estrelletes de peristoma llis, fimbriat o absent
- Astraeus hygrometricus, estrelleta del temps
- Astraeus telleriae, estrelleta de Telleria
- Geastrum fimbriatum, estrelleta sèssil
- Geastrum fornicatum, estrelleta d’arcada
- Geastrum minimum, estrelleta menuda
- Geastrum nanum, estrelleta nana
- Geastrum quadrifidum, estrelleta de quatre braços
- Geastrum triplex, estrelleta de collar
- Myriostoma coliforme, pebrera